# Blohm & Voss BV 40
El Blohm & Voss BV 40 fue uno de los interesantes y curiosos esfuerzos de los alemanes; en este caso un caza planeador alemán diseñado para atacar las formaciones de bombarderos diurnos de la USAAF durante la Segunda Guerra Mundial.

## Historia
El caza planeador BV 40 fue ideado por el Dr. Richard Vogt, diseñador jefe y director técnico de la Blohm & Voss, como una económica solución de emergencia al problema de las formaciones de bombarderos Aliados que devastaban Alemania en las últimas etapas de la Segunda Guerra Mundial. Sería remolcado por un Messerschmitt Me 109 hasta su altitud operativa y soltado encima de la formación "caja de combate" de los bombarderos Aliados. Una vez soltado, entraría en picado hacia la formación de bombarderos enemigos en un ángulo agudo. Durante este breve tiempo de ataque, el BV 40 dispararía sus cañones automáticos y después descendería planeando. Varios prototipos estuvieron listos y volaron, remolcados por un Messerschmitt Me 110. Su primer vuelo tuvo lugar en mayo de 1944. Se descubrió que el planeador podía alcanzar una velocidad de 470 km/h y se pensó que tendría el potencial de ir a mayor velocidad. Se discutieron varios cambios a la especificación y al diseño, antes de la cancelación del proyecto en ese mismo año. En total se construyeron siete planeadores y cinco de ellos llegaron a volar. Debido a los potenciales peligros inherentes para el piloto en la operación de este precario planeador, el BV 40 es a veces mencionado como un arma suicida, aunque ese no era su papel principal.

## Diseño
El BV40 era el planeador más pequeño que podía alojar una cabina de vuelo blindada y dos cañones automáticos con municiones limitadas. Al eliminar el motor y ubicar al piloto en posición prono, el área seccional del fuselaje era muy reducida, haciendo que el BV 40 sea más difícil de impactar por los artilleros de los bombarderos.
El planeador fue diseñado para construirse con materiales no estratégicos y en el menor tiempo posible, por trabajadores no cualificados. El fuselaje estaba hecho casi por completo de madera. Tenía una disposición convencional, con una ala alta recta y un plano de cola de la misma forma montado en el timón y encima del fuselaje. El piloto iba en posición prono dentro de una cabina de vuelo blindada con acero, en el morro del planeador. La plancha frontal de acero tenía un espesor de 20 mm y estaba equipada con un parabrisas de vidrio blindado de 120 mm de espesor, haciendo que su morro se vea achatado.
En las raíces de las alas iban instalados dos cañones automáticos MK 108 de 30 mm.
No tenía tren de aterrizaje convencional. Una carretilla de dos ruedas era empleada para el despegue, siendo soltada una vez que el planeador se elevaba. Para aterrizar, se bajaba un patín ubicado debajo del morro.

## Especificaciones
Referencia datos: Warplanes of the Third Reich, Die Deutsche Luftrüstung 1933–1945 Vol.1 – AEG-Dornier

### Características generales
- Tripulación: 1 piloto
- Longitud: 5,70 m
- Envergadura: 7,9 m
- Altura: 1,63 m
- Superficie alar: 8,70 m²
- Peso vacío: 835 kg
- Peso cargado: 950 kg

### Rendimiento
- Velocidad máxima operativa (Vno): 900 km/h en el descenso en picado
- Velocidad crucero (Vc): 555 km/h siendo remolcados
- Velocidad mínima controlable (Vmc): 125 km/h al aterrizar
- Carga alar: 109,19 kg/m²

### Armamento
- Cañones: 2× MK 108 de 30 mm, con 35 proyectiles por cañón

### Listas relacionadas
- Anexo:Aeronaves militares de Alemania en la Segunda Guerra Mundial